# Samichus decoratus
Samichus decoratus är en mångfotingart som beskrevs av Carl Graf Attems 1911. Samichus decoratus ingår i släktet Samichus och familjen Iulomorphidae. Inga underarter finns listade i Catalogue of Life.